# 上遠野修
上遠野 修（かとうの おさむ、1978年〈昭和53年〉9月20日 - ）は、日本の政治家。茨城県東茨城郡城里町長（第3代）。

## 経歴
茨城県水戸市出身。茨城県立水戸第一高校、東京大学経済学部卒業。大林組、楽天勤務、民主党衆議院議員の福島伸享の政策担当秘書を経て、2013年2月17日投開票の城里町長選挙に出馬したが、現職の阿久津藤男に敗れ、落選。
※当日有権者数：18029人 最終投票率：64.48%（前回比：-pts）
| 候補者名   | 年齢 | 所属党派 | 新旧別 | 得票数 | 得票率 | 推薦・支持 |
| ---------- | ---- | -------- | ------ | ------ | ------ | ---------- |
| 阿久津藤男 | 70   | 無所属   | 現     | 4102票 | 35.6%  | -          |
| 上遠野修   | 34   | 無所属   | 新     | 3500票 | 30.4%  | -          |
| 関誠一郎   | 56   | 無所属   | 新     | 2319票 | 20.1%  | -          |
| 松崎信一   | 59   | 無所属   | 新     | 1593票 | 13.8%  | -          |

2014年9月21日投開票の城里町長選挙で当選。
※当日有権者数：17819人 最終投票率：63.75%（前回比：-0.73pts）
| 候補者名 | 年齢 | 所属党派 | 新旧別 | 得票数 | 得票率 | 推薦・支持 |
| -------- | ---- | -------- | ------ | ------ | ------ | ---------- |
| 上遠野修 | 36   | 無所属   | 新     | 7312票 | 65.0%  | -          |
| 石川多聞 | 71   | 無所属   | 新     | 3937票 | 35.0%  | -          |

2018年9月、再選。
※当日有権者数：17306人 最終投票率：43.38%（前回比：−20.37pts）
| 候補者名 | 年齢 | 所属党派 | 新旧別 | 得票数 | 得票率 | 推薦・支持 |
| -------- | ---- | -------- | ------ | ------ | ------ | ---------- |
| 上遠野修 | 39   | 無所属   | 現     | 6323票 | 86.5%  | -          |
| 多田政士 | 59   | 無所属   | 新     | 987票  | 13.5%  | -          |

2022年8月、再選。
※当日有権者数：16337人 最終投票率：61.14%（前回比：17.76pts）
| 候補者名   | 年齢 | 所属党派 | 新旧別 | 得票数 | 得票率 | 推薦・支持 |
| ---------- | ---- | -------- | ------ | ------ | ------ | ---------- |
| 上遠野修   | 43   | 無所属   | 現     | 5531票 | 55.8%  | -          |
| 河原井大介 | 42   | 無所属   | 新     | 4378票 | 44.2%  | -          |

## 新型コロナウイルス感染症ワクチン接種問題
2021年5月13日、上遠野（当時42歳）や仲田不二雄副町長（当時65歳）ら29人の城里町職員が、新型コロナウイルス感染症のワクチンを高齢者に先駆けて接種していたことが報道され、上遠野は同日の記者会見で「医療関係者のキャンセルが発生して余ったワクチンを有効活用した。適切な判断だ」「集団接種会場の保健センターは診療所、すなわち医療機関としての登録を受けている。診療所の開設者にあたる自分も医療従事者の一員」などとして、「町長である自分は医療従事者である」と釈明した。一方、同様に接種を受けた副町長や教育長は「高齢者などを優先すべきで、申し訳なかった」「配慮が足りなかった」「早い時期の接種でいいのかと疑問は浮かんだが、こんなことになるとは……」などと陳謝し、城里町議会議長は「『私も医療従事者』というのはワクチン接種を待つ町民感情を無視している。安心安全を届ける立場にありながら、議会に説明もなく、謝罪もないのは受け入れられない」と批判。批判の高まりを受け、上遠野は最初の記者会見から8日後の5月21日、自身を「医療従事者に準ずる立場」であるとした発言を撤回し、「集団接種事業を統括する首長の立場で接種した。公表が遅れたことを申し訳なく思う」と謝罪した。

## 自動車追突事故時の不適切対応
2023年1月16日17時55分ごろ、県内の国道50号で自ら運転する私用車による衝突事故を起こした。交差点の右折車線で信号待ちをしていた乗用車に追突した後、双方が近くのコンビニへ車を移動。その際に上遠野は相手の怪我の確認や謝罪の前にコンビニへ出向いて買ってきた肉まんを差し出しながら「食いますか？」と聞いてきたと被害者は主張。警察到着後に連絡先の交換をした際にも、氏名の漢字確認で誤字を自ら訂正しなかったり、名刺を渡さなかったり、町長であることを伏せていたとされる。